# Rijksweg 1
Die niederländische Autobahn A1 beginnt beim Kreuz Watergraafsmeer im Osten von Amsterdam und geht an der deutschen Grenze in die Autobahn A 30 über, die über Osnabrück weiter verläuft und schließlich bei Bad Oeynhausen auf die A 2 trifft.
Vom Kreuz Watergraafsmeer bis zum Kreuz Hoevelaken folgt die E 231 der A1. Vom Kreuz Hoevelaken folgt die E 30 der A1, um über Apeldoorn, Deventer und Hengelo nach Deutschland zu führen.
Die niederländische A1 ist eine der wichtigsten Verkehrsachsen zur Verbindung der Hafenstädte Hoek van Holland/Rotterdam mit Osteuropa sowie mit Hamburg und Skandinavien (letztere via Autobahnkreuz Lotte/Osnabrück). Im Verlauf der A1 befinden sich fünf Wildbrücken: bei Laren, Kootwijk, Hoog Buurlo, Rijssen und Oldenzaal.

## Bildergalerie

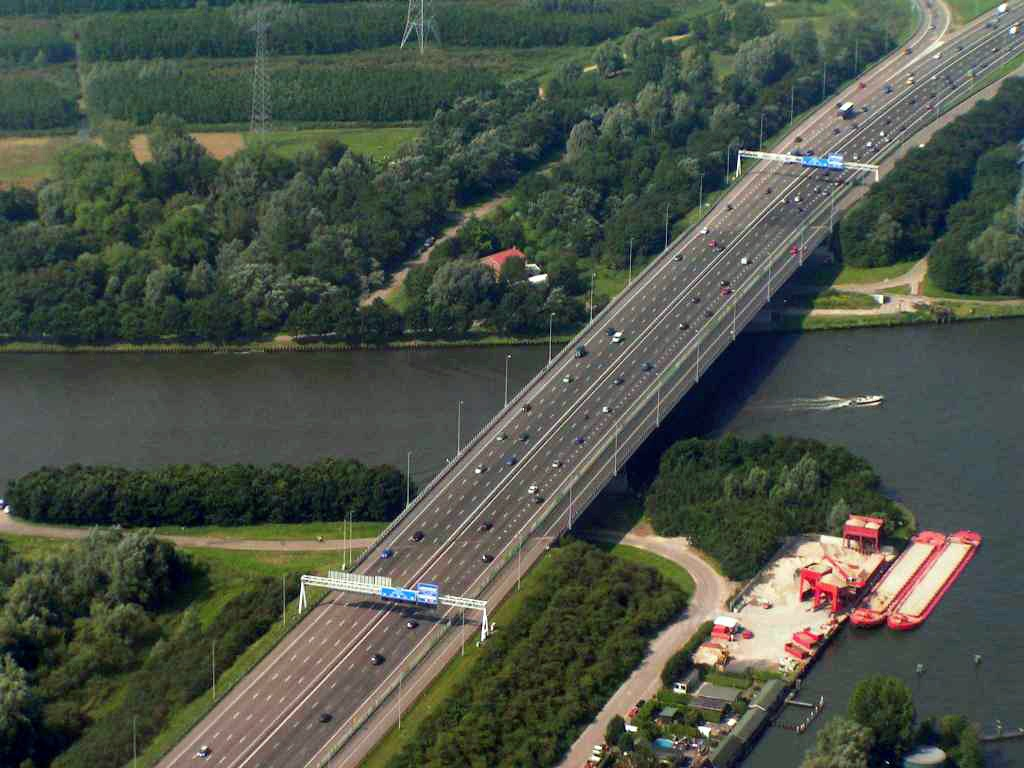
Brücke (2006) der A1 über den Amsterdam-Rhein-Kanal vor dem Brückenumbau
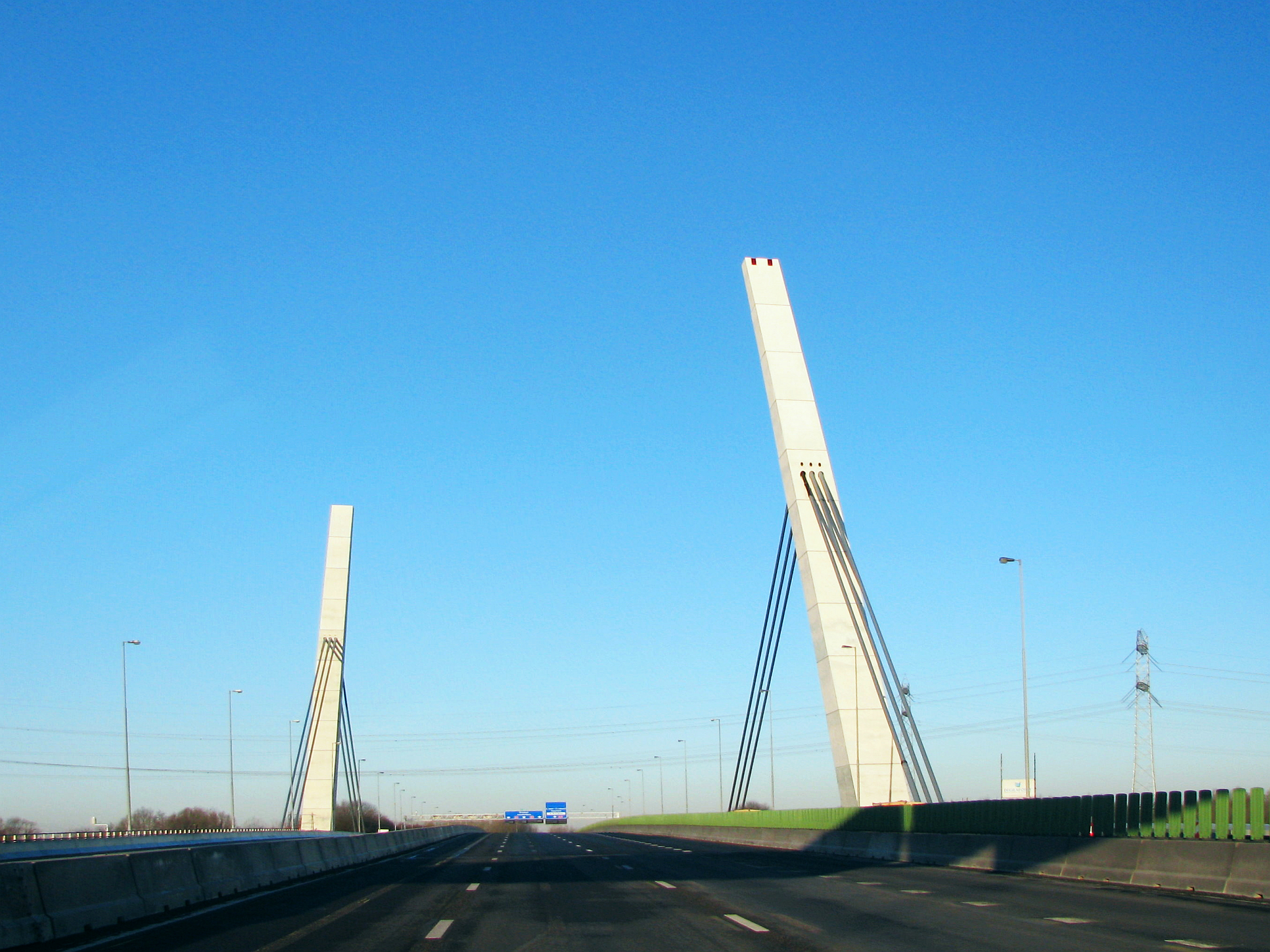
Muiderbrug (2010) nach dem Umbau als Schrägseilbrücke
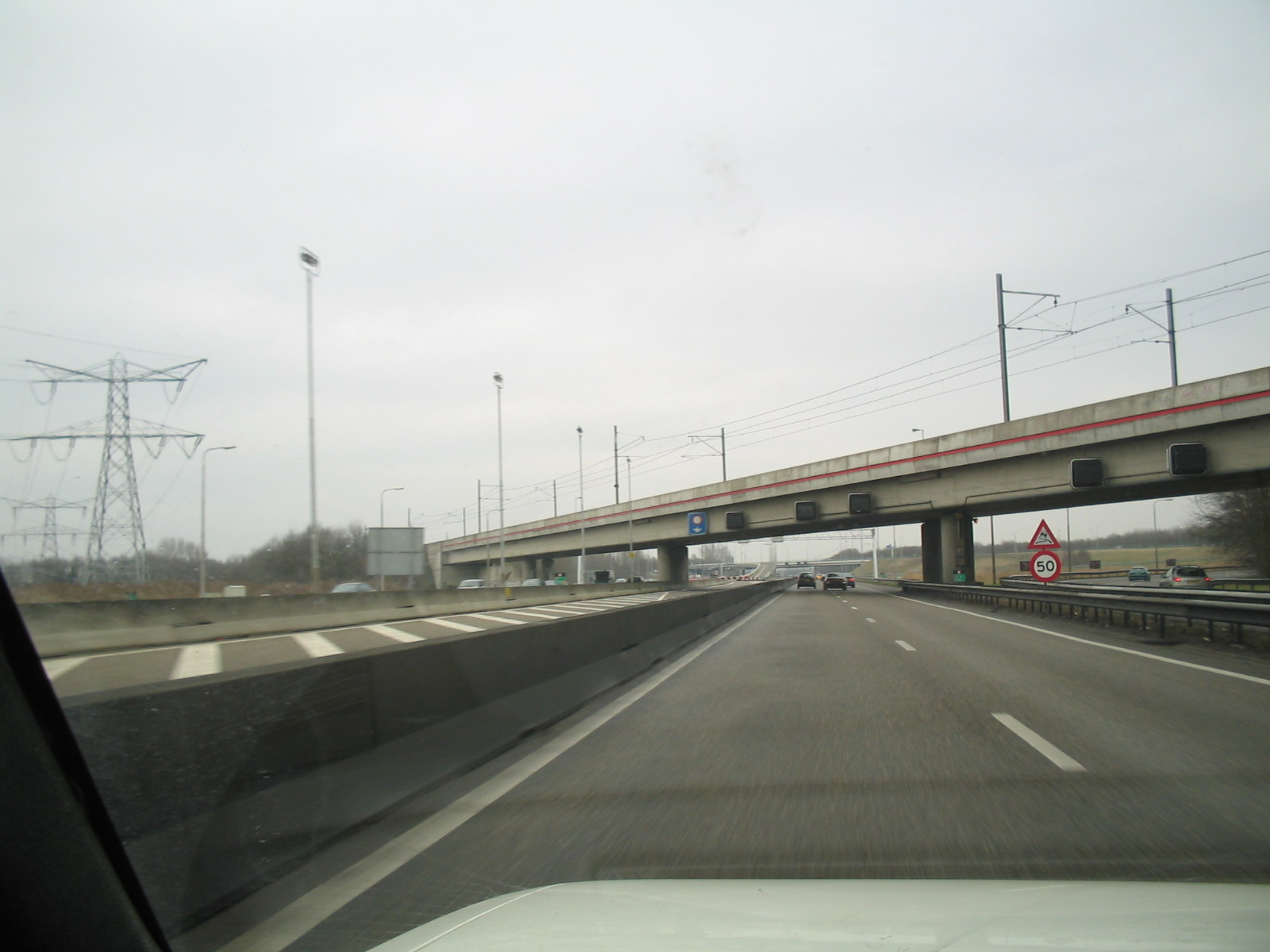
Brücke der Bahnstrecke Weesp–Lelystad über die A1, 2004
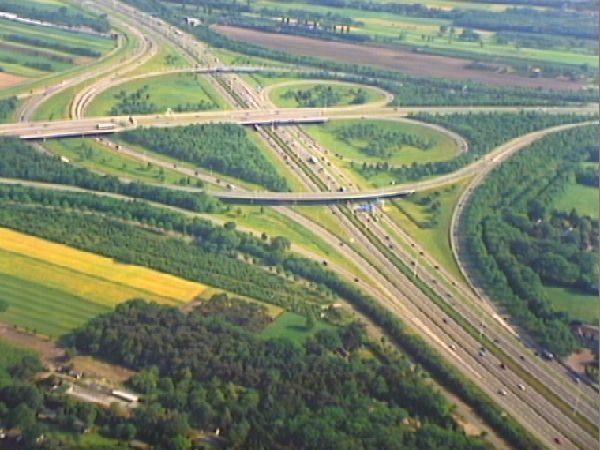
Knooppunt Eemnes, vor 2005
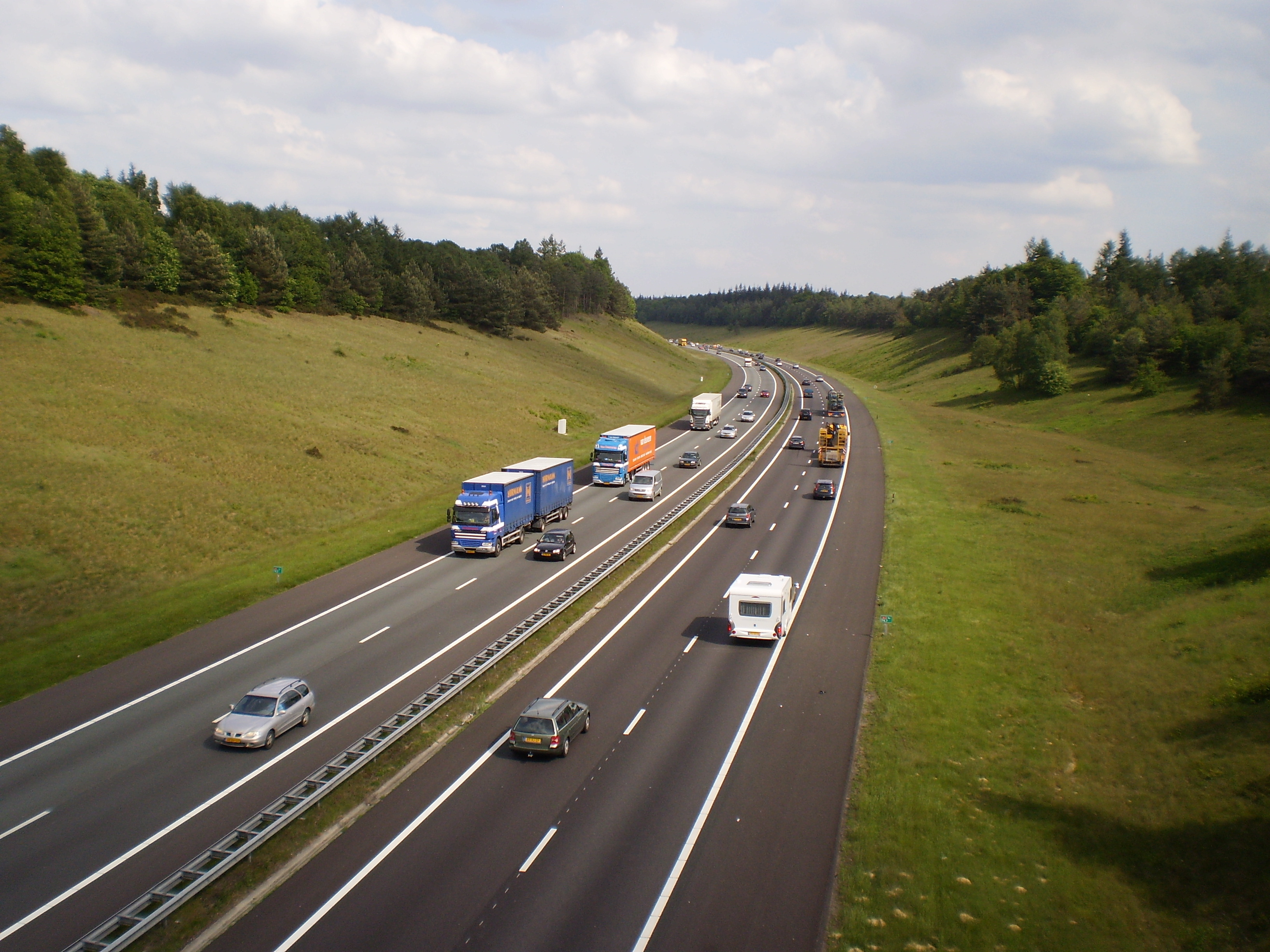
A1 westlich von Apeldoorn, 2009